# Ambroxol
Ambroxol ist ein Arzneistoff vor allem zur Behandlung von produktivem Husten mit zähem, festsitzendem Schleim.
Pharmakologisch gehört Ambroxol zu den Hustenlösern (Expektorantien), die in der Therapie akuter und chronischer Erkrankungen der unteren Atemwege, die mit einer Störung von Schleimbildung und -transport einhergehen, verwendet werden. Außerdem kann Ambroxol zur Behandlung von akuten Halsschmerzen angewendet werden.
Pharmazeutisch wird der Wirkstoff in seiner Salzform als  Ambroxolhydrochlorid eingesetzt.

## Pharmakologische Eigenschaften

### Schleimlösende Wirkung
Ambroxol wirkt normalisierend sowohl auf den serösen als auch auf den mukösen Bronchialschleim durch die Beeinflussung peribronchialer Drüsen und bewirkt somit eine Reduktion der Viskosität. Die erhöhte Bereitstellung von körpereigenem Surfactant mit seinen tensidischen Eigenschaften trägt zu dem sekretolytischen Effekt bei. Ambroxol hat Einfluss auf die mukoziliäre Clearance (Schleimabtransport aus den Bronchien), was in verschiedenen klinischen Studien gezeigt werden konnte. Die Stimulation des bronchialen Flimmerepithels leistet einen Beitrag zum verbesserten mukoziliären Transport. Ambroxol mindert zudem durch seine antioxidativen und antientzündlichen Eigenschaften Prozesse ab, die der Lunge schaden können. In diversen Studien konnte die schützende Wirkung des Ambroxols gezeigt werden. So wurde eine signifikante Reduktion der Exazerbationsrate von Infekten für die Langzeittherapie mit Ambroxol bei Patienten mit COPD beschrieben.
Es wurde ein zellulärer Mechanismus von Ambroxol entdeckt, der diese schleimlösende Wirkung erklärt: Ambroxol aktiviert die Exozytose von Lamellärkörpern, indem es Ca2+ aus sauren Ca2+ Speichern freisetzt. Dies erfolgt durch Diffusion von Ambroxol in Lysosome und lysosomale pH-Neutralisierung. Diese lysosomale Sekretion ist vermutlich auch unter anderem für positive Effekte von Ambroxol bei lysosomalen Speichererkrankungen (Morbus Gaucher) sowie manchen Parkinson-Krankheiten verantwortlich.

### Schmerzlindernde Wirkung
Moderne physiologische Untersuchungen zeigen, dass Ambroxol spannungsabhängige Natriumkanäle in schmerzsensiblen peripheren Nervenzellen hemmt. Die Hemmung war bis zu 50-fach stärker als bei anderen Lokalanästhetika wie Lidocain oder Benzocain. Eine aktuelle Arbeit hat gezeigt, dass Ambroxol an die Bindungsstelle für Lokalanästhetika in der Natriumkanal-Pore bindet, was aufgrund der chemischen Struktur von Ambroxol nicht überraschend ist (Ähnlichkeit zur Lokalanästhetika-Struktur nach Löfgren).
Die Wirksamkeit bei der Behandlung von Halsschmerzen wurde in insgesamt fünf Studien an über 1700 Patienten klinisch belegt. In allen Studien war Ambroxol der Placebo-Behandlung im klinisch relevanten Bereich statistisch signifikant überlegen. Der schmerzlindernde Effekt gegenüber Placebo wird aber für zu gering eingeschätzt, um die generelle Anwendung zu empfehlen. Zudem konnte in den Studien beobachtet werden, dass Ambroxol die Rötung im Hals – als klinisches Zeichen einer Entzündungsreaktion – signifikant reduziert. Die antientzündlichen Eigenschaften des Ambroxols werden durch weitere Daten untermauert.

## Klinische Angaben
Als Nebenwirkungen werden gelegentlich Überempfindlichkeitsreaktionen, Übelkeit, Bauchschmerzen und Erbrechen beobachtet. Da sehr selten über das Auftreten von schweren Hautreaktionen (Stevens-Johnson-Syndrom, Lyell-Syndrom) in zeitlichem Zusammenhang mit der Anwendung von Ambroxol berichtet wurde, muss bei einem Auftreten von Haut- und Schleimhautveränderungen die Einnahme beendet und unverzüglich ärztlicher Rat eingeholt werden.
Ambroxolhaltige schleimlösende Mittel dürfen bei Kindern unter zwei Jahren nur auf ärztlichen Rat hin angewendet werden. Ambroxolhaltige Halsschmerztabletten sollten bei Kindern unter 12 Jahren nicht angewendet werden.
Ambroxol passiert die Plazentaschranke und tritt in die Muttermilch über. Während einer Schwangerschaft und in der Stillzeit wird die Anwendung von Ambroxol nicht empfohlen bzw. sollte nur nach sorgfältiger Nutzen-Risiko-Abwägung eingesetzt werden. Die Tagesmaximaldosis beträgt 120 mg.

## Pharmazeutische Informationen

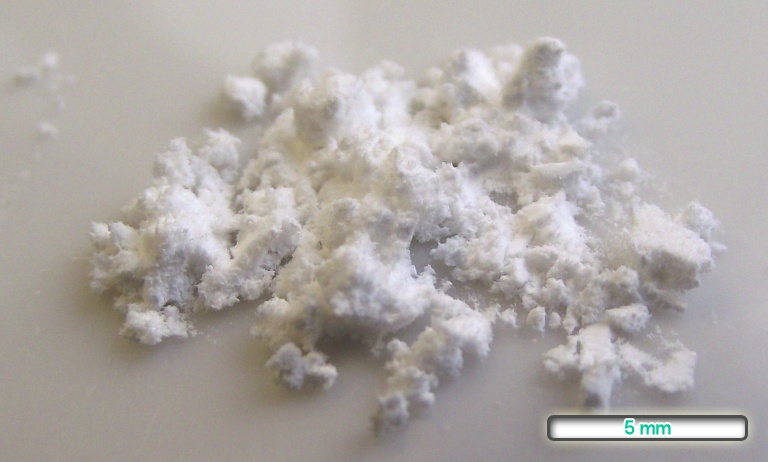
Reines Ambroxolhydrochlorid: ein weißes Pulver

Zur Anwendung kommt Ambroxol in der Form seines Hydrochlorids. Für die Behandlung von Husten gibt es verschiedene Darreichungsformen wie beispielsweise Tropfen, Saft, Tabletten, Retardkapseln, Brausetabletten oder Inhalationskonzentrat. Für  Halsschmerzen sind Lutschtabletten verfügbar, die die lokale Behandlung durch Wirkung auf Schleimhaut von Mund und Rachen ermöglichen.

Bedeutende, veröffentlichte Synthesewege für Ambroxol

## Synthese
Ambroxol ist der wirksame Metabolit von Bromhexin. Die Struktur wurde von der Dr. Karl Thomae GmbH (heute: Boehringer Ingelheim) aufgeklärt und durch Synthese gesichert. Für die pharmakologische Entwicklung von Bromhexin selbst diente Vasicin als Leitstruktur.
Gleich drei Synthesewege zu Ambroxol wurden 1966 patentiert. 17 Jahre später wurde ein weiteres Verfahren angemeldet, das eine Redoxreaktion von Sulfonylhydraziden, die McFadyen-Stevens-Reaktion, beinhaltet, wobei der Aldehyd in situ als Schiff-Base abgefangen wird, die anschließend reduziert wird (siehe Reaktionsschema). Sechs Jahre später wurde dieser Weg von anderer Seite nochmals angemeldet. Nach diesem Verfahren wird heute Ambroxol ausschließlich in China produziert.

## Handelsnamen
Monopräparate
Ambrobeta (D), Ambrobene (A), AmbroHexal (D, A), Ambrolan (A), Ambroxol-Ratiopharm (D), Expit (D), Frenopect (D), Larylin Husten-Löser (D), Lindoxyl (D), Lysopain (CH), Mucabrox (CH), Mucoangin (D, A), Mucosan (A), Mucosolvan (D, A, CH), Paediamuc (D), zahlreiche Generika (D, A), Fluibron (I)
Kombinationspräparate
Ambrodoxy (D), Ambroxol comp (D), Broncho-Euphyllin (D), Doxy comp (D), Doxy plus (D), Mucospas (A), Spasmo-Mucosolvan (D)